# 帝汶馬
帝汶小馬，是在帝汶島上發展出來的小馬品種，可能來自進口到島上的印度馬。帝汶小馬被認為與弗洛勒斯小馬密切相關，弗洛雷斯小馬是在附近的弗洛勒斯島開發的。這兩個品種都被當地人用於養牛，以及騎馬、駕駛和輕度農耕工作。這些小馬中的許多已經出口到澳大利亞，在那裡它們對澳大利亞小馬的繁殖產生了影響。
帝汶小馬強壯、節儉、敏捷，性情安靜、隨性。小馬的身型狹窄，背部短，脖子肌肉發達，肩膀突出和臀部傾斜。肩膀往往是直的，但腿和腳是強壯的。小馬通常站立 40至48英寸高（102至122釐米）），通常是棕色，黑色和棗色，但少數是灰色的。
進口到澳大利亞的六十匹帝汶小馬構成了在南澳大利亞開發的棺材灣小馬品種的基礎。